# Zuera
Zuera község Spanyolországban,  Zaragoza tartományban. Zuera Villanueva de Gállego, Zaragoza, Castejón de Valdejasa, Sierra de Luna, Las Pedrosas, Gurrea de Gállego, Leciñena és San Mateo de Gállego községekkel határos. Lakosainak száma 8709 fő (2024).

## Népesség
A település népessége az utóbbi években az alábbiak szerint változott:
| Lakosok száma | 5562 | 5973 | 6759 | 7427 | 7738 | 7742 | 8253 | 8565 | 8632 | 8709 |
|               | 2001 | 2004 | 2007 | 2009 | 2012 | 2014 | 2017 | 2019 | 2022 | 2024 |